# Grandview Mine
Pour les articles homonymes, voir Grandview.
La Grandview Mine est une ancienne mine de cuivre américaine située dans le comté de Coconino, en Arizona. Protégée au sein du parc national du Grand Canyon, elle est inscrite au Registre national des lieux historiques depuis le 9 septembre 1974.